# Friuli Isonzo Pinot grigio
Il Friuli Isonzo Pinot Grigio è un vino DOC la cui produzione è consentita nella provincia di Gorizia.

## Caratteristiche organolettiche
- colore: giallo con riflessi rosei.
- odore: speciale, caratteristico, gradevole.
- sapore: secco, armonico, gradevole, caratteristico.

## Produzione
Provincia, stagione, volume in ettolitri
- Gorizia  (1990/91)  6970,08
- Gorizia  (1991/92)  7131,55
- Gorizia  (1992/93)  8876,76
- Gorizia  (1993/94)  8380,36
- Gorizia  (1994/95)  8375,77
- Gorizia  (1995/96)  8491,9
- Gorizia  (1996/97)  9512,57